# Autobusna linija br. 166 u Zagrebu
Linija 166 (Zagreb (Glavni kolodvor) – Donji Dragonožec) prigradska je autobusna linija u Zagrebu.
Prometuje radnim danom i subotom na trasi: Glavni kolodvor – (Trg Stjepana Radića → Paromlinska cesta → Koturaška cesta → Trnjanska cesta → Ulica grada Vukovara) – Ulica Hrvatske bratske zajednice – Most slobode – Avenija Većeslava Holjevca – Islandska ulica – Ulica SR Njemačke – Avenija Većeslava Holjevca – Velika cesta – Đačka ulica – Odranska ulica – Trg Jurja Muhila – Ulica Antuna Arbanasa – Tratinska cesta – Markuševec – Turopoljska cesta – Dragonožec - škola
Povezuje naselja Donji Dragonožec, Hrašće Turopoljsko i Odra unutar Grada Zagreba i naselja Markuševec Turopoljski, Lukavec i Gornja Lomnica na području Grada Velike Gorice s Glavnim kolodvorom gdje se ostvaruje presjedanje na vlak ili tramvaj. Kroz Novi Zagreb prolazi uz Travno i Dugave.

## Povijest
1. ožujka 2010. preusmjerena je na trasu preko Islandske ulice i Ulice SR Njemačke. Linija je prethodno prometovala cijelom dužinom Avenije Većeslava Holjevca.
Od 22. lipnja 2011. linija prestaje prometovati do Gornjih Trpuca te prometuje današnjom trasom do Donjeg Dragonošca.

## Vanjske poveznice
- Vozni red linije 166